# Comuna Sokolivka, Pustomîtî
Sokolivka (în ucraineană Соколівка) este o comună în raionul Pustomîtî, regiunea Liov, Ucraina, formată din satele Iastrubkiv, Lopî, Nîkonkovîci, Sokolivka (reședința) și Sorokî.

## Demografie
Componența lingvistică a comunei Sokolivka
     Ucraineană (99,88%)
     Alte limbi (0,12%)
Conform recensământului din 2001, majoritatea populației comunei Sokolivka era vorbitoare de ucraineană (99,88%), existând în minoritate și vorbitori de alte limbi.